# Spesa pensionistica italiana
La spesa pensionistica italiana è l'ammontare della quota di spesa pubblica utilizzata per le pensioni in Italia.

## Generalità
Nel bilancio pubblico italiano, la voce della spesa pensionistica rispetto al PIL è la maggiore, nella misura di circa il 15%. Questa quota della spesa pubblica è in crescita costante rispetto al totale della spesa pubblica negli ultimi decenni: la causa è l'invecchiamento della popolazione unito a bassi tassi di crescita demografica ed economica e di bassa produttività media del lavoro in Italia. Nel 2019 si è introdotta una misura di contenimento della spesa pensionistica introducendo misure di correlazione tra l'età pensionabile e l'aumento della speranza di vita.
La quota di spesa pensionistica italiana rispetto alla spesa pubblica totale è tra le più alte in Europa. Questo dato è valido anche considerando il tema della confrontabilità tra diversi sistemi pensionistici.

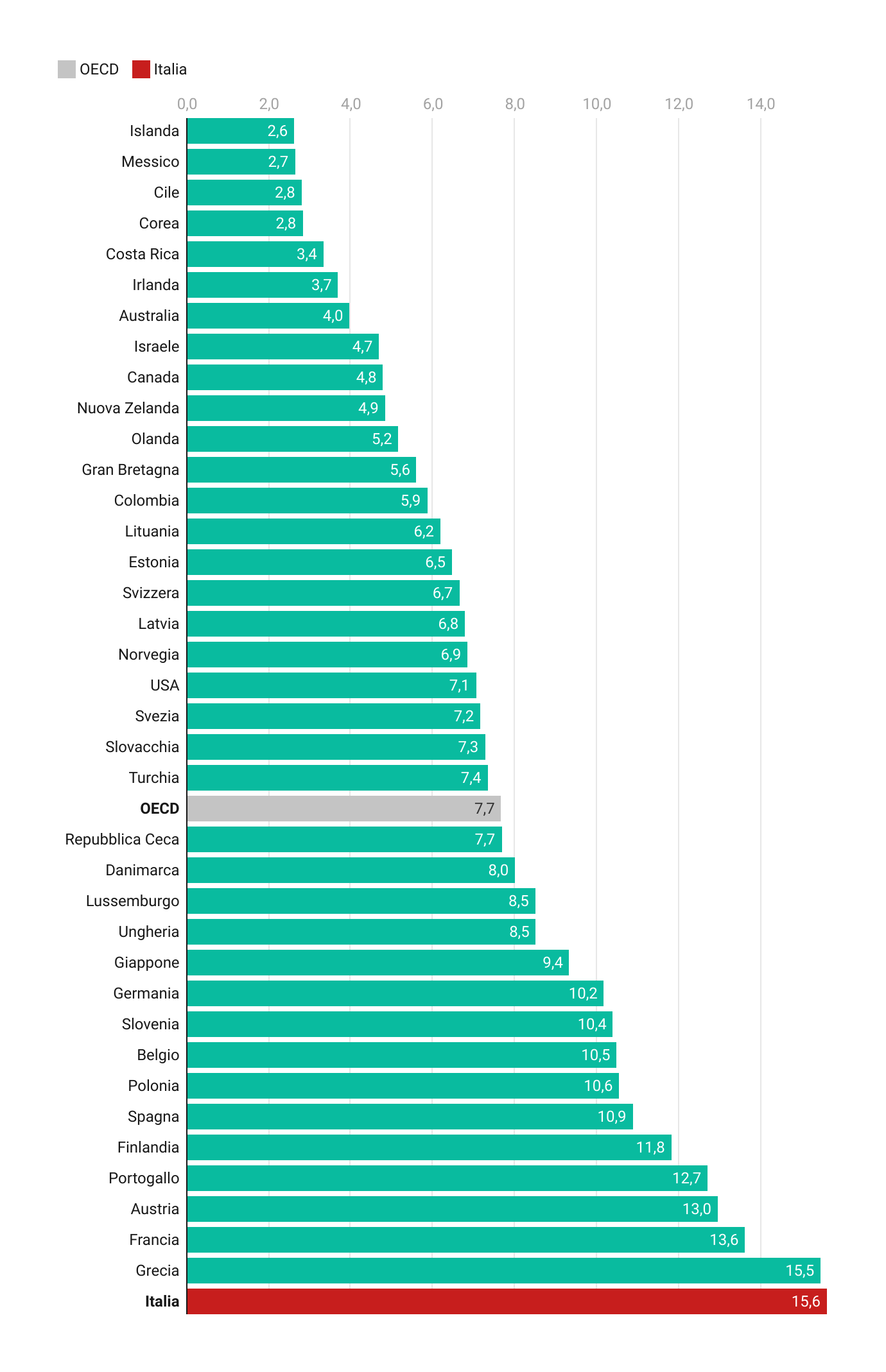
Spesa percentuale rispetto al PIL per le pensioni in Paesi OCSE nel 2017. Fonte: OCSE

## Composizione
L'INPS è l'ente che eroga le pensioni e le altre prestazioni previdenziali tramite le imposte che derivano, per circa il 70% dai contributi obbligatori per le assicurazioni obbligatorie mediante l'applicazione di aliquote di scopo chiamate aliquota contributiva pensionistica di finanziamento (l'Agenzia delle Entrate classifica l'INPS tra gli enti impositori al pari di comuni, regioni ecc.) e, per il restante 30%, mediante trasferimenti da parte dello Stato direttamente dalla fiscalità generale, che va a finanziare le attività di assistenza sociale.
Oltre il 90% della spesa pensionistica riguarda le pensioni IVS (invalidità, vecchiaia e anzianità/anticipate, superstiti). La prevalenza dei pensionati di vecchiaia si trova al Nord (poco oltre il 50%), mentre quelli di invalidità previdenziale e assistenziale hanno una maggiore presenza nel Mezzogiorno (tra il 45% e il 50% in entrambi i casi).
Circa tre quarti della popolazione è titolare di una sola pensione, mentre il restante quarto ne percepisce due o più.
Il numero di pensionati che percepisce più di 2.000 euro al mese e rappresenta poco meno del 30% del totale. La spesa per questa categoria di pensionati ammonta a poco più del 50% del spesa pensionistica complessiva.

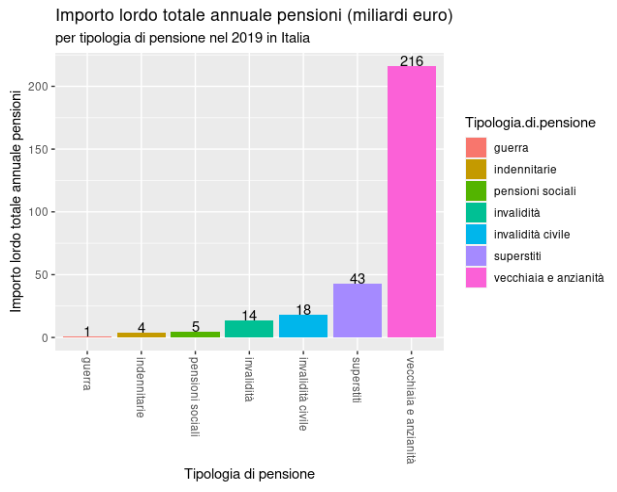
Importo lordo annuale delle pensioni italiane per tipologia (2019)
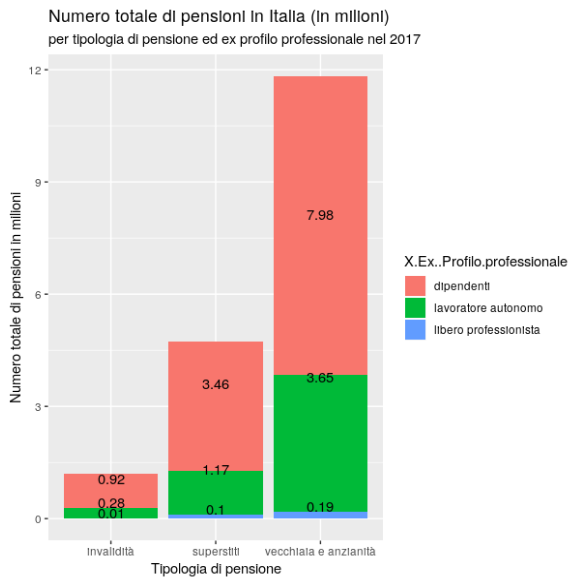
Totale pensioni in Italia per profilo professionale (2017)
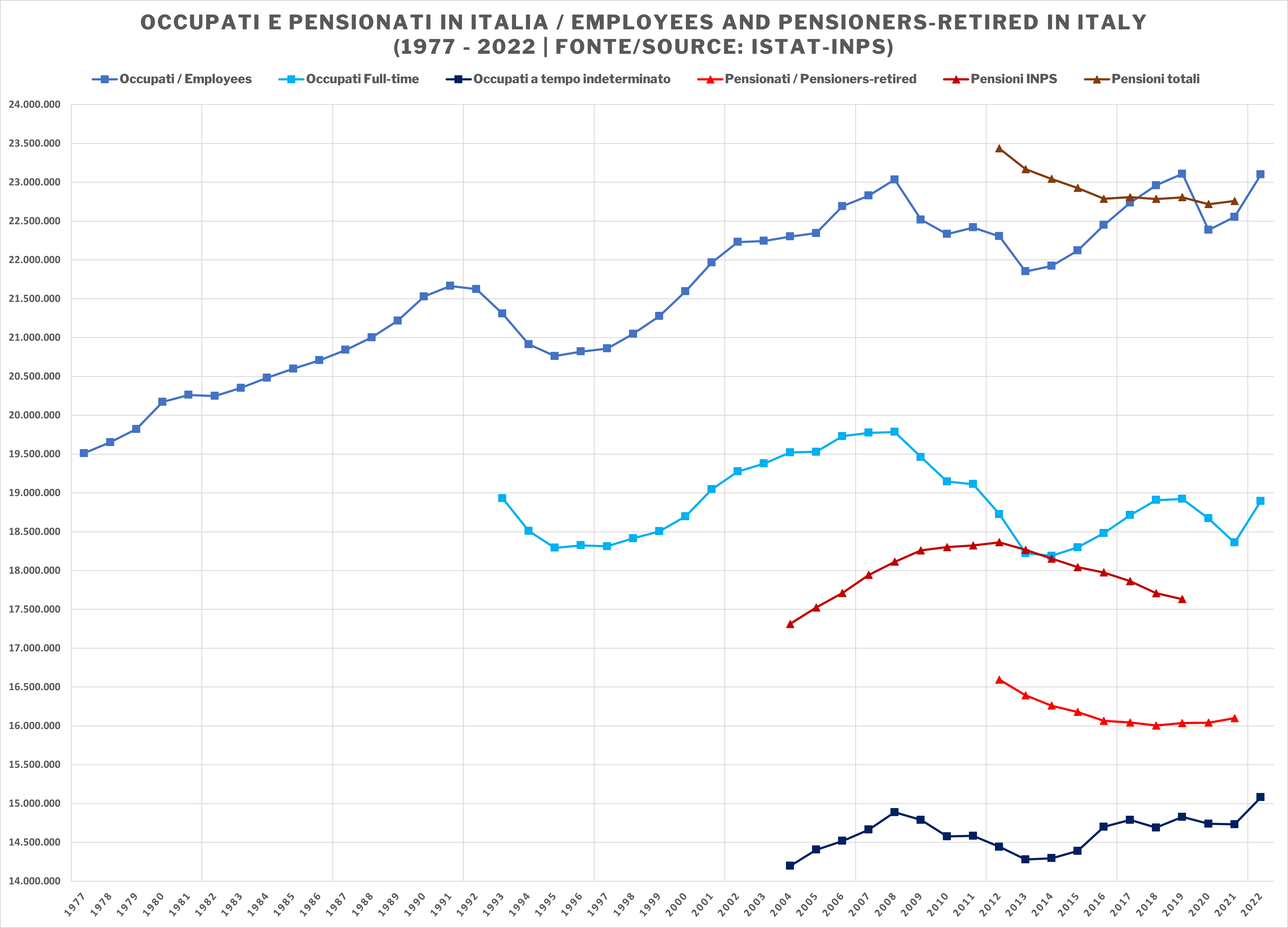
Occupati, pensioni e pensionati in Italia (1977 - 2022; dati INPS e ISTAT)

## Metodo di finanziamento
L'INPS paga le pensioni e le altre prestazioni previdenziali con le imposte che derivano, per circa il 70% dai contributi obbligatori per le assicurazioni obbligatorie mediante l'applicazione di aliquote di scopo chiamate aliquota contributiva pensionistica di finanziamento (l'Agenzia delle Entrate classifica l'INPS tra gli enti impositori al pari di comuni, regioni ecc.) e, per il restante 30%, mediante trasferimenti da parte dello Stato direttamente dalla fiscalità generale, che va a finanziare le attività di assistenza sociale. Il sistema pensionistico italiano è anche detto "a ripartizione", o anche "pay-as-you-go".
Le pensioni erogate dall'INPS vengono quindi pagate con le imposte: ne discende che la spesa pensionistica sia computata nel bilancio dello Stato nel conto economico consolidato delle amministrazioni pubbliche. In particolare, la spesa pensionistica rappresenta il 16% del PIL ed il 40% della spesa corrente primaria.
Il decreto legge 6 dicembre 2011, n. 201 detto "Salva Italia" che contiene anche la riforma delle pensioni Fornero, ha disposto la incorporazione dell'INPDAP e dell'ENPALS, trasferendo all'INPS le relative funzioni portando gli iscritti ai vari fondi gestiti dall'INPS al 95% dei lavoratori italiani, confermando il percorso iniziato con la riforma Dini di transizione dal modello previdenziale corporativo al modello previdenziale universale.

## Disavanzo
Il bilancio delle spese pensionistiche è in disavanzo, con previsioni di peggioramento nel futuro.

## Critiche all'informazione sulla spesa pensionistica in Italia

### Critiche all'affermazione "La pensione è una retribuzione differita"
Sovente si sente l'affermazione che la pensione sarebbe una retribuzione differita, che deriva quindi dal contratto di lavoro e che dovrebbe essere agganciata alle retribuzioni correnti.
Tale orientamento è stato ribaltato dalla più recente sentenza della Corte dei Conti 951/2012 che afferma "non può essere applicato alla pensione sulla base della sua pretesa natura di retribuzione differita, poiché la pensione, pur presupponendo la avvenuta percezione della retribuzione, di cui rappresenta in termini contabili l'erogazione di un accantonamento, in termini giuridici e sociali rappresenta un istituto del tutto diverso, sostenuto e improntato a principi di mutua assistenza piuttosto che a quelli di garanzia della sinallagmaticità tra prestazione lavorativa e retribuzione, da cui deriva la garanzia della proporzionalità tra le due poste economiche."
La stessa sentenza ribadisce che non esiste una correlazione tra stipendio e pensione e che comunque la perequazione delle pensioni deve essere attuata nel "ragionevole bilanciamento del complesso dei valori e degli interessi costituzionali coinvolti (…), compresi quelli connessi alla concreta e attuale disponibilità delle risorse finanziarie e dei mezzi necessari per far fronte ai relativi impegni di spesa".
La stessa sentenza evidenzia che sopravvenuti mutamenti economici possono rendere non immediatamente attuabile la dichiarazione di principio dei Presidenti del Consiglio e dei Ministri degli affari sociali della Comunità Europea del 6 dicembre 1993 circa il mantenimento del potere d'acquisto delle pensioni.

### Critiche all'affermazione "La pensione rappresenta il rendimento dei contributi versati"
Nei sistemi pensionistici detti "a capitalizzazione" e vigenti in alcuni Paesi, la pensione si ottiene dal rendimento dei contributi versati, più sovente come sola forma di integrazione e più raramente come sostituto delle pensioni pubbliche. In Italia, la pensione non corrisponde al rendimento dei contributi che un lavoratore ha versato in passato, ma è fissata dalla legge in base ad una certa formula.